# キスレーウ
キスレーウ（ヘブライ語: כִּסְלֵו、英語: Kislev）はユダヤ暦の月。

## 概要
月名はバビロニア暦のKislimuに由来し、ネヘミヤ記（1:1）に記載がある。現代で使用されている政治暦では3月であるが、古代使用されていた宗教暦ではニサンの月から数えるため9月となる。詳しくはユダヤ暦#宗教暦と政治暦を参照のこと。
なお、通常の月の長さは30日間であるが、1年の長さが353日または383日の場合は月の長さは30日間ではなく、29日間となる。
グレゴリオ暦では、11月から12月の時期にあたる。

## 主な行事
- 25日から8日間 - ハヌカ